# 2018 TG2
2018 TG2 — астероид, сближающийся с Землёй. Относится к группе аполлонов.
Сближение с Землёй произошло 8 октября 2018 года в 10:34 UTC, расстояние — 487 тыс км (1,27 расстояния до Луны), относительная скорость 7,635 км/c (27489 км/ч).
Через две минуты после этого сближения на такое же расстояние к Земле приблизился другой астероид, 2018 TE2.
Астероид был открыт 6 октября 2018 года, то есть за два дня до сближения.

## Сближения
| дата             | а. е.    | расстояний до Луны | небесное тело |
| ---------------- | -------- | ------------------ | ------------- |
| 08.10.2018 10:34 | 0,003254 | 1,27               | Земля         |
| 08.10.2018 23:40 | 0,003596 | 1,40               | Луна          |